# Орвілл (телесеріал)
О́рвілл (англ. The Orville) — американський фантастично-драмедійний телесеріал, створений Сетом Мак-Фарлейном. Прем'єра відбулася 10 вересня 2017 року на телеканалі «Fox». Перший показ серіалу (10 вересня — 7 грудня 2017) подивилося приблизно 13 мільйонів осіб.
Серіал створений як пародія на фантастичні телесаги про космічні пригоди, на кшталт «Зоряного шляху». «Орвілл» (англ. USS Orville) — назва зорельота XXV століття, командування яким приймає капітан Ед Мерсер; старшим помічником капітана судна́ Планетарний союз призначає колишню дружину Мерсера.
2 листопада 2017 року телеканал оголосив про знімання 2 сезону телесеріалу, яке розпочалося в лютому 2018 року, прем'єрний показ відбувся 30 грудня 2018 року.
11 травня 2019 року серіал продовжили на третій сезон. У листопаді 2020 року повідомлено, що відкладені через пандемію знімання поновлять у грудні.
Прем'єра третього сезону під назвою «Орвілл: Нові горизонти» (англ. The Orville: New Horizons) відбулася 2 червня 2022 року на платформі «Hulu». 10 серпня 2022 року серіал також має бути доступним на стримінговому сервісі «Disney+».

## Актори

### У головних ролях
| Актори                 | Персонажі               | Персонажі                                                     | Персонажі                      |
| Актори                 | імена                   | посади                                                        | звання                         |
| ---------------------- | ----------------------- | ------------------------------------------------------------- | ------------------------------ |
| Сет Мак-Фарлейн        | Ед Мерсер               | капітан зорельоту «Орвілл» (ECV-197 Orville)                  | капітан                        |
| Едріанн Палікі         | Келлі Грейсон           | старший помічник капітана (колишня його дружина)              | командер                       |
| Пенні Джонсон Джеральд | Клер Фінн               | головний лікар                                                | лейтенант-командер             |
| Скотт Граймс           | Гордон Маллой           | штурман                                                       | лейтенант                      |
| Пітер Мейкон           | Бортус                  | кермовий, другий помічник капітана                            | лейтенант-командер             |
| Гелстон Сейдж          | Алара Кітан (1-й сезон) | голова служби безпеки (до епізоду 2.03, камео в епізоді 2.14) | лейтенант                      |
| Джей Лі                | Джон ЛаМарр             | другий штурман ⇒ головний інженер                             | лейтенант ⇒ лейтенант-командер |
| Марк Джексон           | Айзек                   | інженер-науковець (представник небіологічної раси)            | емісар                         |
| Джессіка Зор           | Талла Кеялі (2-3 сезон) | голова служби безпеки (замінила Алару Кітан від епізоду 2.05) | лейтенант                      |
| Енн Вінтерс            | Чарлі Берк (3-й сезон)  | другий штурман (замінила на посаді Джона ЛаМарра)             | енсин (другий лейтенант)       |

### Запрошені зірки
У серіалі з'являються відомі актори кіно і телебачення, серед яких:
- Роб Лоу (археолог Даруліо, який став причиною розлучення Келлі та Еда), епізоди 1.01 та 1.09
- Джорджія Віґем (барменка Лізелла, яка допомогла врятувати Джона), епізод 1.07
- Ліам Нісон (капітан Джохавус Дорал, засновник колонії на космічному кораблі), епізод 1.04
- Шарліз Терон (загадкова Прія Лаваске, врятована з видобувного судна), епізод 1.05
- Браян Томпсон (Дроген, захопивший Клер), епізод 1.08
- Роберт Пікардо (Ілдіс Кітан, батько Алари Кітан), епізоди 1.10 та 2.03
- Кендіс Кінг (Солана Кітан, сестра Алари Кітан), епізод 2.03
- Джейсон Александер (бармен-інопланетник на «Орвіллі»), епізоди 2.01 та 2.03
- Тед Денсон (адмірал Перрі), епізод 2.05

## Український дубляж
Українською мовою перший сезон телесеріалу «Орвілл» дубльований творчою спільнотою «Струґачка» на студії Golden Voice на замовлення телеканалу «НЛО TV».
- Перекладач — Ольга Любарська (1 сезон), Денис Скорбатюк (2 сезон)
- Режисер дубляжу та звукорежисер — Михайло Карпань

Ролі дублювали: Дмитро Завадський, Анастасія Жарнікова-Зіновенко, Вікторія Хмельницька, Максим Сінчуков, Олекса Мельник, Ніна Тараруєва, Віталій Ізмалков, Олександр Чернов, Євген Сінчуков, Юрій Сосков, Михайло Карпань, Мар'яна Янкевич, Дмитро Рассказов, Ігор Анісімов, Денис Шевцов, Дмитро Бузинський, Ганна Левченко, Євген Сардаров, Наталія Ярошенко, Аліса Гур'єва, Віталій Григор'єв, Анна Чиж, Олена Узлюк, Михайло Кришталь, Катерина Брайковська, Віктор Григор'єв, Сергій Солопай.
Дубляж серіалу почасти адаптований до українського життя. Наприклад, коли Бортус просить Келлі процитувати когось із видатних землян (3 серія), вона декламує слова пісні «Survivor» відомої дівочої групи «Destiny's Child». В українському дубляжі їх заміщує приспів пісні «Надія є» гурту «Mad Heads» із зовсім іншим сенсом (що в цій сцені не відіграє ролі).

## Список серій
| Сезон | Сезон | Епізоди | Оригінальна дата показу | Оригінальна дата показу | Телеканал |
| Сезон | Сезон | Епізоди | Прем'єра сезону         | Фінал сезону            | Телеканал |
| ----- | ----- | ------- | ----------------------- | ----------------------- | --------- |
|       | 1     | 12      | 10 жовтня 2017          | 7 грудня 2017           | Fox       |
|       | 2     | 14      | 30 грудня 2018          | 25 квітня 2019          | Fox       |
|       | 3     | 10      | 2 червня 2022           | 4 серпня 2022           | Hulu      |

## Нагороди та номінації
| Роки | Нагороди                   | Номінації                                                              | Організації                                            | Примітки                        | Результати |
| ---- | -------------------------- | ---------------------------------------------------------------------- | ------------------------------------------------------ | ------------------------------- | ---------- |
| 2020 | IFMCA Award                | Найкраща партитура для телесеріалу                                     | Міжнародна премія кіномузичних критиків                |                                 | Номінація  |
| 2019 | Прайм-тайм премія «Еммі»   | Найкращі візуальні ефекти                                              | Американська телевізійна академія                      | епізод 2.09 «Identity: Part II» | Номінація  |
| 2019 | «Сатурн»                   | Найкращий науково-фантастичний телесеріал                              | Академія наукової фантастики, фентезі та фільмів жахів |                                 | Номінація  |
| 2019 | «Сатурн»                   | Найкращий актор у телесеріалі                                          | Академія наукової фантастики, фентезі та фільмів жахів | Сет Макфарлейн                  | Номінація  |
| 2019 | «Сатурн»                   | Найкраща актриса у телесеріалі                                         | Академія наукової фантастики, фентезі та фільмів жахів | Едріанн Палікі                  | Номінація  |
| 2019 | Dragon Award               | Найкращий науково-фантастичний або фентезі телесеріал                  | Dragon Awards                                          |                                 | Номінація  |
| 2019 | HPA Awards                 | Найкращі візуальні ефекти — Телебачення (більше 13 епізодів)           | Hollywood Post Alliance, США                           | епізод 2.09 «Identity: Part II» | Перемога   |
| 2018 | «Сатурн»                   | Найкращий науково-фантастичний телесеріал                              | Академія наукової фантастики, фентезі та фільмів жахів |                                 | Перемога   |
| 2018 | «Сатурн»                   | Найкращий актор на телебаченні                                         | Академія наукової фантастики, фентезі та фільмів жахів | Сет Макфарлейн                  | Номінація  |
| 2018 | «Сатурн»                   | Найкраща актриса на телебаченні                                        | Академія наукової фантастики, фентезі та фільмів жахів | Едріанн Палікі                  | Номінація  |
| 2018 | «Артізан»                  | Найкращі спеціальні ефекти макіяжу — Телебачення та нові медіа-серіали | Голлівудська гільдія візажистів і стилістів            |                                 | Номінація  |
| 2018 | IFMCA Award                | Найкраща партитура для телесеріалу                                     | Міжнародна премія кіномузичних критиків                |                                 | Перемога   |
| 2018 | Премія Максвелла Вайнберга | Телебачення                                                            | Гільдія публіцистів Америки                            | Ерін Муді                       | Номінація  |
| 2018 | «Молодий актор»            | Найкращий виступ у телесеріалі — Повторюваний молодий актор            | «Молодий актор»                                        | Кай Венер                       | Номінація  |
| 2018 | Young Entertainer Award    | Найкращий повторюваний молодий актор віком від 11 років — Телесеріали  | Young Entertainer Awards                               | Кай Венер                       | Номінація  |